# 가호 (연호)
가호(嘉保, かほう)는 일본의 연호(元号) 중 하나이다.
- 전후 : 간지(寛治) 이후 - 에이초(永長) 이전.
- 시기 : 1094년 ~ 1095년
- 천황 : 호리카와 천황

## 개원(改元)
- 간지 8년 12월 15일(율리우스력 1095년 1월 23일), 역병으로 인해 개원.
- 가호 3년 12월 17일(율리우스력 1097년 1월 3일), 에이초로 개원된다.

## 출전
『사기·진시황본기』의 「皇帝休烈，平一宇內，德惠脩長。……黔首脩絜，人樂同則，嘉保太平。」

## 서력과의 대조표
| 가호        | 원년       | 2년        | 3년        |
| ----------- | ---------- | ---------- | ---------- |
| 서기 (西紀) | 1094년     | 1095년     | 1096년     |
| 간지 (干支) | 갑술(甲戌) | 을해(乙亥) | 병자(丙子) |

## 같이 보기
- 일본의 연호 일람

| 이전 간지 | 일본의 연호 1094년 ~ 1096년 | 다음 에이초 |